# St. Leonhard (Linden)

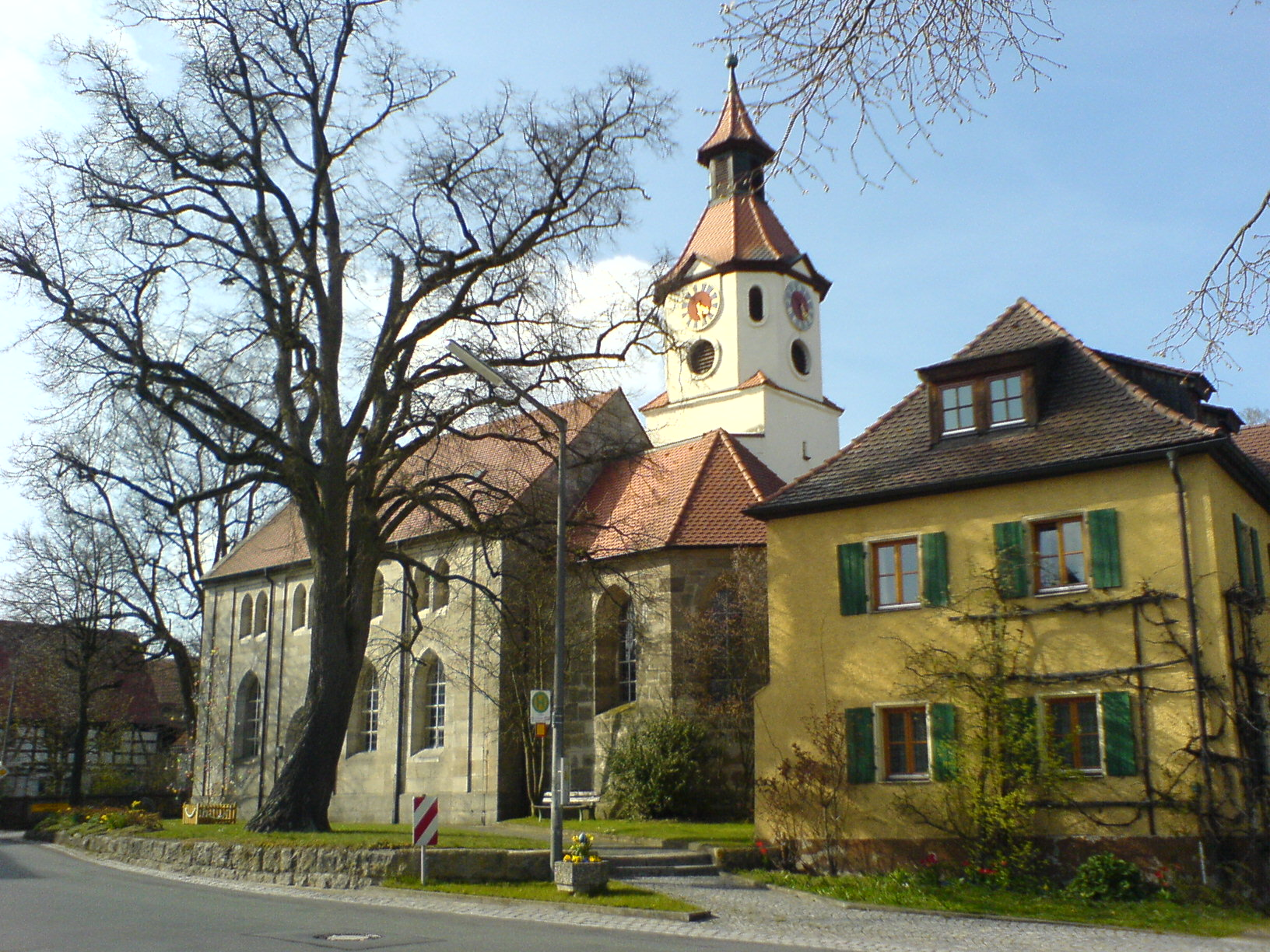
Die St.-Leonhardskirche

Die Pfarrkirche St. Leonhard ist die evangelische Dorfkirche von Linden (Mittelfranken).

## Geschichte
Schon 1278 stand im Ort eine gotische Kirche, die dem heiligen Leonhard von Limoges und Johannes dem Täufer geweiht war. 1350 wurde Linden – vorher Filiale von Markt Erlbach – zur eigenen Pfarrei erhoben und erhielt den Nachbarort Jobstgreuth als Filiale hinzu.
1501 wurde die Kirche umgebaut; nur im Chor sind noch Spuren des gotischen Baustils erkennbar. Das Sakramentshäuschen und die mittlere Glocke weisen diese Jahreszahl auf. Nach dem Dreißigjährigen Krieg war die Kirche zerstört. Sie wurde wieder aufgebaut und erhielt nach einem Umbau 1795 ihre heutige Form, wobei auch der damalige Turm mit hohem Spitzdach verschwand.
Das Langhaus wurde 1872/73 erbaut. Die dritte Glocke musste im Krieg abgeliefert werden und wurde 1952 erneuert.
Alljährlich wird vier Wochen nach Ostern ihr zu Ehren die Kirchweih gefeiert.